# Sci alpino ai XIX Giochi olimpici invernali
Nelle gare di sci alpino ai XIX Giochi olimpici invernali, disputatesi dal 10 al 23 febbraio 2002 sulle piste di Snowbasin, di Park City e della Deer Valley, vennero assegnate dieci medaglie (5 maschili e 5 femminili) in cinque discipline.

## Podi

### Uomini
| Evento                     | Oro                 | Tempo   | Argento            | Tempo   | Bronzo             | Tempo   |
| Discesa libera (dettagli)  | Fritz Strobl        | 1:39.13 | Lasse Kjus         | 1:39.35 | Stephan Eberharter | 1:39.41 |
| Supergigante (dettagli)    | Kjetil André Aamodt | 1:21.58 | Stephan Eberharter | 1:21.68 | Andreas Schifferer | 1:21.83 |
| Slalom gigante (dettagli)  | Stephan Eberharter  | 2:23.28 | Bode Miller        | 2:24.16 | Lasse Kjus         | 2:24.32 |
| Slalom speciale (dettagli) | Jean-Pierre Vidal   | 1:41.06 | Sébastien Amiez    | 1:41.82 | Benjamin Raich     | 1:42.41 |
| Combinata (dettagli)       | Kjetil André Aamodt | 3:17.56 | Bode Miller        | 3:17.84 | Benjamin Raich     | 3:18.26 |

### Donne
| Evento                     | Oro                | Tempo   | Argento         | Tempo   | Bronzo         | Tempo   |
| Discesa libera (dettagli)  | Carole Montillet   | 1:39.56 | Isolde Kostner  | 1:40.01 | Renate Götschl | 1:40.39 |
| Supergigante (dettagli)    | Daniela Ceccarelli | 1:13.59 | Janica Kostelić | 1:13.64 | Karen Putzer   | 1:13.86 |
| Slalom gigante (dettagli)  | Janica Kostelić    | 2:30.01 | Anja Pärson     | 2:31.33 | Sonja Nef      | 2:31.67 |
| Slalom speciale (dettagli) | Janica Kostelić    | 1:46.10 | Laure Pequegnot | 1:46.17 | Anja Pärson    | 1:47.09 |
| Combinata (dettagli)       | Janica Kostelić    | 2:43.28 | Renate Götschl  | 2:44.77 | Martina Ertl   | 2:45.16 |

## Medagliere
| Pos.   | Paese       | Oro | Argento | Bronzo | Totale |
| ------ | ----------- | --- | ------- | ------ | ------ |
| 1      | Croazia     | 3   | 1       | 0      | 4      |
| 2      | Austria     | 2   | 2       | 5      | 9      |
| 3      | Francia     | 2   | 2       | 0      | 4      |
| 4      | Norvegia    | 2   | 1       | 1      | 4      |
| 5      | Italia      | 1   | 1       | 1      | 3      |
| 6      | Stati Uniti | 0   | 2       | 0      | 2      |
| 7      | Svezia      | 0   | 1       | 1      | 2      |
| 8      | Germania    | 0   | 0       | 1      | 1      |
| 8      | Svizzera    | 0   | 0       | 1      | 1      |
| Totale | Totale      | 10  | 10      | 10     | 30     |